# Janne Tuven
Janne Tuven, née le 25 octobre 1975, est une ancienne handballeuse internationale norvégienne.
En club, elle a notamment évolué dans les clubs norvégiens de Nordstrand IF et Stabæk IF, ainsi que dans le club danois d'Ikast-Bording.

## Palmarès

### Sélection nationale
- Championnat d'Europe
  -  finaliste du Championnat du monde 1997,  Allemagne
  -  finaliste du Championnat du monde 2001,  Italie
- Championnat d'Europe
  -  finaliste du Championnat d'Europe 1996,  Danemark
  -  vainqueur du Championnat d'Europe 1998,  Pays-Bas
  -  finaliste du Championnat d'Europe 2002,  Danemark